# Piatră, Foarfecă, Hârtie
Piatră, Foarfecă, Hârtie (în engleză Rock Paper Scissors) este un serial de animație american creat de Kyle Stegina și Josh Lehrman pentru Nickelodeon. A avut premiera pe 11 februarie 2024.

## Subiect
Aspirantul model de fashion Piatră, inventatorul Hârtie și bărbatul doamnele foarfecă parcurg împreună tot felul de aventuri sălbatice.

## Producție
După ce a absolvit UCLA School of Theatre, Film and Television în 2008, Josh Lehrman a lucrat la Familia mea dementă, Brickleberry și Robot Chicken. În timpul acestor seriale, Lehrman a încercat să vină cu propriile sale idei de spectacol. Din fericire, el și partenerul său de scris, Kyle Stegina, vor primi în curând ajutor profesionist cu ideile lor. Managerii lui Lehrman și Stegina au depus cereri la programul Storytellers al Disney Channel în 2014, iar cererile lor au fost acceptate.
În timpul programului Storytellers, Lehrman și Stegina au dezvoltat ceea ce mai târziu avea să devină seria lor Disney de trei sezoane, Bizaardvark. După ce serialul s-a încheiat în 2019, Lehrman a descoperit o oportunitate la canalul concurent Nickelodeon: the Intergalactic Shorts program. Programul „căuta creatori noi și diverși de pe tot globul, concentrându-se pe voci noi și hrănindu-le viziunea pentru conținut original bazat pe comedie, cu un ochi către reprezentare”. Lehrman a făcut pereche cu Stegina încă o dată pentru a prezenta Piatră, Foarfecă, Hârtie ca parte a programului.
„Știam că avem ceva special cu creatorii Kyle Stegina și Josh Lehrman și cu personajele lor hilare din Piatră, Foarfecă, Hârtie, pe care suntem atât de mândri să le aducem în serie”, a spus șeful Nickelodeon Animation, Ramsey Naito. „Găsirea și creșterea talentului prin procesul de pitch to hit este ceea ce alimentează programul nostru Intergalactic Shorts și abia așteptăm să începem să găsim următorul mare creator în animație prin cea de-a doua fază a programului nostru tocmai lansat."
Episodul pilot complet a fost lansat pe 19 august 2023 pe canalul de YouTube Nicktoons, iar o previzualizare exclusivă a pilotului a fost introdusă la NFL Nickmas game din 25 decembrie 2023.

## Personaje

### Principale
- Piatră - este un model Piatră care are o inimă mare, dar o inteligență scăzută.
- Hârtie - este un inventator hârtie și, de obicei, vocea rațiunii.
- Foarfecă - este o pereche de foarfece umanoid băiat rău nesigur, care plănuiește și se mocește.

### Secundare
- Creion - este un creion antropomorf și crush-ul lui Hârtie.
- Lou - este proprietarul găleată de gunoi foarte temperamental al trio-ului,. Sloganul lui este „Cresc chiria!”
- Frații Șobolani - sunt un grup de patru șobolani înflăcărați pe nume Logan, Brody, Brogan și Dirf cărora le place să petreacă.

## Episoade
| Premiera originală | Premiera în România | N/o | Titlu român           | Titlu englez                  |
| ------------------ | ------------------- | --- | --------------------- | ----------------------------- |
|                    |                     |     |                       |                               |
| EPISOD PILOT       |                     |     |                       |                               |
|                    |                     |     |                       |                               |
| 11.02.2024         |                     | 0   |                       | TV Time                       |
|                    |                     |     |                       |                               |
| PRIMUL SEZON       |                     |     |                       |                               |
|                    |                     |     |                       |                               |
| 11.02.2024         |                     | 1   |                       | The Fart Joke Debate          |
|                    |                     |     |                       |                               |
| 11.02.2024         | 22.02.2024          | 2   |                       | The First Lou Episode         |
|                    |                     |     |                       |                               |
| 12.02.2024         | 26.02.2024          | 3   |                       | Scissors Gets a Job           |
|                    |                     |     |                       |                               |
| 13.02.2024         | 26.02.2024          | 4   |                       | The Arctic                    |
|                    |                     |     |                       |                               |
| 14.02.2024         |                     | 5   |                       | Paper's Big Lie               |
|                    |                     |     |                       |                               |
| 14.02.2024         | 21.02.2024          | 6   | Poveste de weekend    | Weekend Story                 |
|                    |                     |     |                       |                               |
| 15.02.2024         |                     | 7   |                       | Scrubs                        |
|                    |                     |     |                       |                               |
| 20.02.2024         | 27.02.2024          | 8   | Lămâi verzi           | Key Limes                     |
|                    |                     |     |                       |                               |
| 20.02.2024         | 26.02.2024          | 9   | Războiul farselor     | Prank War                     |
|                    |                     |     |                       |                               |
| 21.02.2024         | 29.02.2024          | 10  | Creion vine în vizită | Pencil Comes Over             |
|                    |                     |     |                       |                               |
| 26.02.2024         | 22.02.2024          | 11  | De-a v-ați ascunselea | Hide and Seek                 |
|                    |                     |     |                       |                               |
| 27.02.2024         |                     | 12  |                       | Paper's Secret Weapon         |
|                    |                     |     |                       |                               |
| 28.02.2024         | 19.02.2024          | 13  | Poliția aniversară    | The Birthday Police           |
|                    |                     |     |                       |                               |
| 29.02.2024         | 21.02.2024          | 14  |                       | Putty                         |
|                    |                     |     |                       |                               |
| 04.03.2024         | 23.02.2024          | 15  | Susan                 | The Susan                     |
| 04.03.2024         | 23.02.2024          | 15  | Eyebrows              |                               |
|                    |                     |     |                       |                               |
| 05.03.2024         | 29.02.2024          | 16  |                       | The Wind                      |
|                    |                     |     |                       |                               |
| 05.03.2024         | 27.02.2024          | 17  |                       | Six Pieces of Turkey          |
|                    |                     |     |                       |                               |
| 06.03.2024         |                     | 18  |                       | The Sled Hill                 |
|                    |                     |     |                       |                               |
|                    | 19.02.2024          | 19  | Bețe pogo             | Pogo Sticks                   |
| 20.02.2024         |                     | 19  | Car Wash              |                               |
|                    |                     |     |                       |                               |
|                    | 28.02.2024          | 20  |                       | The Other Rock Paper Scissors |
|                    |                     |     |                       |                               |
|                    | 28.02.2024          | 21  | Uimitoarea Catalina   | The Astonishing Catalina      |
|                    |                     |     |                       |                               |
|                    |                     | 22  |                       | The Holiday Picture           |
|                    |                     |     |                       |                               |
|                    |                     | 23  |                       | Potato                        |